# Georges Salvago
Georges Salvago, né le 25 mars 1896 à Nice (Alpes Maritimes) et mort le 4 novembre 1976 dans le 17e arrondissement de Paris, est un homme politique français.

## Biographie
Lycéen à Nice en 1914, il s'engage volontairement dans l'armée et participe aux combats dans l'infanterie. Il revient de la guerre mutilé, avec une invalidité à 100 %, et son action miliaire lui vaut la légion d'honneur, la médaille militaire, la croix de guerre et la croix du combattant volontaire.
Après la guerre, il obtient son baccalauréat, et s'inscrit à la faculté de droit de Paris. Après son doctorat, il s'inscrit comme avocat, puis travaille comme journaliste.
Il s'engage rapidement en politique, aussi. En 1925, il est élu conseiller général des Alpes-Maritimes, dans le canton de Roquesteron, et réélu en 1931.
Engagé de nouveau, malgré son invalidité, en 1939, il obtient la croix de guerre. A la Libération, il retrouve son mandat de conseiller général, puis est élu en 1946 au Conseil de la République. Il siège alors au centre gauche, au sein du groupe des républicains socialistes.
Peu actif comme parlementaire, il ne se représente pas en 1948. Il tente à nouveau sa chance, en 1955, comme candidat indépendant.

## Détail des fonctions et des mandats
Mandat parlementaire
- 8 décembre 1946 - 7 novembre 1948 : Sénateur des Alpes-Maritimes